# Engagement (film)
Engagement – polski film psychologiczny z 1984 roku.

## Występują
- Iga Cembrzyńska - Krycha
- Sława Kwaśniewska - Ewka
- Danuta Kisiel - kobieta w wizjach Ewki
- Mirosława Marcheluk - kobieta w wizjach Ewki
- Janina Tur - kobieta w wizjach Ewki
- Lena Wilczyńska - zakonnica w wizjach Ewki
- Marek Barbasiewicz - aktor
- Emanuel Kraus - kelner
- Andrzej Żarnecki - pan

## Fabuła
Elegancka willa. Przed domem pojawia się starsza pani Ewka, która ma być gosposią. Wita ją Krysia - kobieta podająca się za gosposię dochodzącą. Opowiada jej o zwyczajach panujących w domu, w zamian poznaje życiorys nowej gospodyni – m.in. fakt, że porwała dziecko swoich pracodawców. Opowiadają one o swoim życiu, lękach i obsesjach.